# Tony Richardson (giocatore di football americano)
Tony Richardson, all'anagrafe Antonio Richardson (Francoforte sul Meno, 17 dicembre 1971), è un ex giocatore di football americano statunitense che ha giocato nel ruolo di fullback nella National Football League (NFL).
Al college giocò a football all'Università di Auburn e firmò coi Dallas Cowboys dopo non essere stato scelto nel Draft NFL 1994. Convocato tre volte per il Pro Bowl, Richardson giocò anche per Minnesota Vikings, Kansas City Chiefs e New York Jets.
È considerato uno dei migliori fullback nella storia della NFL avendo bloccato per giocatori che superarono le mille yard corse stagionali per nove stagioni consecutive, oltre ad aver guidato i Kansas City Chiefs in yard corse nel 2000. In quelle stagioni spianò la strada a diversi running back di successo come Priest Holmes, Larry Johnson, Chester Taylor, Adrian Peterson, Thomas Jones e LaDainian Tomlinson.

## Carriera professionistica

### Dallas Cowboys
Richardson si rese eleggibile nel Draft 1994 ma non fu scelto da alcuna squadra, firmando come free agent coi Dallas Cowboys nel 1994. Trascorse la maggior parte della stagione nella squadra di allenamento e alla fine svincolato.

### Kansas City Chiefs
Richardson firmò coi Kansas City nel febbraio 1995. In quella stagione disputò una sola gara come titolare e si mise in mostra bloccando durante il centesimo touchdown della carriera di Marcus Allen. Successivamente divenne il fullback titolare della squadra, bloccando per il running back Priest Holmes che stabilì diversi primati e nelle stagioni più produttive della carriera di Larry Johnson. Fu convocato per il Pro Bowl nelle stagioni 2003, 2004 e 2005.

### Minnesota Vikings
Divenuto free agent dopo la stagione 2005, Richardson firmò coi Minnesota Vikings. Fu convocato per il Pro Bowl 2008 aprendo la strada per il rookie dell'anno Adrian Peterson e Chester Taylor. Alla fine della stagione 2007, i Vikings optarono per non rifirmare Richardson, preferendogli il più economico Thomas Tapeh.

### New York Jets
Il 6 marzo 2008, Richardson firmò un contratto annuale coi New York Jets. Fu svincolato il 27 febbraio 2009 ma rifirmò con la squadra per altre due stagioni, ritirandosi dopo l'annata 2010. Nei suoi anni coi Jets aiutò Thomas Jones a superare ancora le mille yard corse in stagione.

## Palmarès
- (3) Pro Bowl (2003, 2004, 2007)
- (2) All-Pro (2004, 2007)
- Formazione ideale della NFL degli anni 2000

## Statistiche
| Partite totali         | 234 |
| Touchdown su corsa     | 15  |
| Touchdown su ricezione | 9   |